# Hirschegg-Pack
Hirschegg-Pack ist seit Jahresbeginn 2015 eine Gemeinde mit 1004 Einwohnern (Stand 1. Jänner 2024) im Bezirk Voitsberg in der Steiermark. Sie entstand im Rahmen der Gemeindestrukturreform in der Steiermark aus den mit Ende 2014 aufgelösten Gemeinden Hirschegg und Pack.

## Geografie

### Geografische Lage
Die Gemeinde liegt in der Weststeiermark eingebettet zwischen Packalpe und Stubalpe am Oberlauf der Teigitsch. Die höchsten Erhebungen bilden Peterer Riegel (1993 m) und Rappoldkogel (1928 m). Größtes Stehgewässer ist der wasserwirtschaftlich bedeutende Packer Stausee im Süden des Gemeindegebiets.
Die zwei Orte Hirschegg und Pack bildet gemeinsam mit den Orten Edelschrott, Modriach und St. Martin am Wöllmißberg den Tourismusverband Steirische Rucksackdörfer.

### Nachbargemeinden
Zwei der acht Nachbargemeinden liegen im Bezirk Murtal (MT), drei im Kärntner Bezirk Wolfsberg (WO) und eine im Bezirk Deutschlandsberg (DL).
| Obdach (MT)                                         | Weißkirchen in Steiermark (MT)              | Maria Lankowitz |
| Reichenfels (WO) Bad St. Leonhard im Lavanttal (WO) | Kompassrose, die auf Nachbargemeinden zeigt |                 |
| Preitenegg (WO)                                     | Deutschlandsberg (DL)                       | Edelschrott     |

### Gemeindegliederung
Das Gemeindegebiet gliedert sich in zwei Ortschaften (in Klammern Einwohnerzahl Stand 1. Jänner 2024):
- Hirschegg (596)
- Pack (408)

Die Gemeinde besteht aus drei Katastralgemeinden
- Hirschegg-Piber
- Hirschegg-Rein
- Pack

## Geschichte

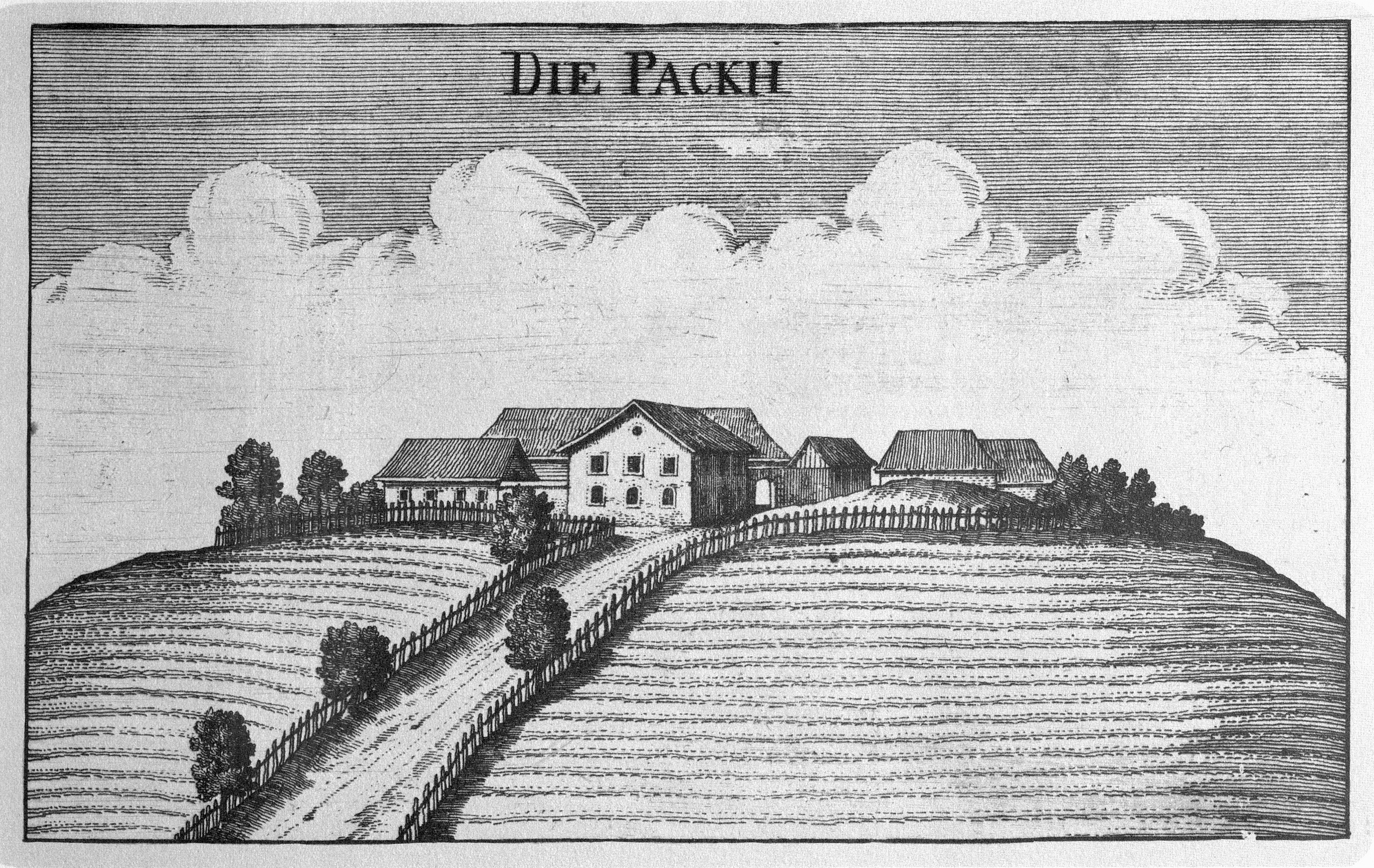
Ansicht von Pack, Vischer, 1681

Der Name Pack leitet sich wahrscheinlich vom keltisch-germanischen Wort bag bzw. bok für „Buche“ ab. In der Zeit der Kelten und Römer gab es in diesem Gebiet ausgedehnte Buchenwälder, sodass „Pack“ die „Gegend der Buchenwälder“ bedeutet. Die Gegend war von Slawen bewohnt, als ab der Mitte des 10. Jahrhunderts unter den Eppensteinern Bajuwaren angesiedelt wurden. Als 1122 die Eppensteiner ausstarben, folgten ihnen die Wildonier nach. Zu diesem Zeitpunkt waren die Ortsteile Pack, Riegel, Packwinkel und Mitterberg bereits besiedelt. Zu ihrem Schutz wurde die Veste Roseck erbaut, deren Reste man im heutigen Pfarrhof in Pack findet.
Die ersten urkundlichen Erwähnungen stammen aus dem Jahr 1193 als „Pâk“ und 1490 „Hirßegk“ schriftlich aufgezeichnet sind.
In einer zwischen 1220 und 1230 ausgestellten Urkunde von Leopold VI. werden Pack und Hirschegg als Tochterkirchen von Piber bezeichnet. Im Jahr 1445 gab es im Bereich der Pfarre Pack, die neben Hirschegg auch Modriach umfasste, 191 Bauernhöfe.
Das Jahr 1480 war ein Katastrophenjahr. Pfarrer Erhard Polinger beschreibt in seiner Chronik einen Türkeneinfall, bei der Menschen getötet und die Kirche niedergebrannt wurden. Die Ernte wurde von Heuschreckenschwärmen dezimiert und im gleichen Jahr brach die Pest aus. Die Kirche in Pack wurde erst 1524 wieder aufgebaut.
Nach mehrmaligem Besitzerwechsel erwarb Freiherr Hans Ungnad von Sonnegg in der Mitte des 16. Jahrhunderts große Güter im Raum Pack. Er hatte seinen Sitz auf der Burg Waldenstein, auf der Kärntner Seite der Pack, und benutzte die Wälder zur Beschaffung von Holzkohle für seine Eisenwerke. Er eröffnete auch im Bereich der Pack einen Eisenabbau und errichtete ein Hammerwerk zwischen Hirschegg und Stampf.
Die ursprüngliche Straße über die Pack verlief über die Hebalpe. Von Pack nach Preitenegg gab es bis zum Ende des 17. Jahrhunderts nur einen Saumweg. In der Zauchenberg-Straßenkarte von 1718 ist eine Straße eingezeichnet. Auf ihr wurden Glimmer von Waldenstein in die Steiermark und Holzkohle von der Pack nach Waldenstein transportiert. Der Ausbau der heute vorhandenen Packer Straße erfolgte in der Zeit von 1930 bis 1936. Im Jahr 1971 begannen die Bauarbeiten an der Süd Autobahn im Packer Gebiet, ihre vierspurige Fertigstellung erfolgte 2007.
1970 wurden die seit 1850 selbständigen Gemeinden Hirschegg-Piber und Hirschegg-Rein zur Gemeinde Hirschegg zusammengeschlossen.

### Bevölkerungsentwicklung

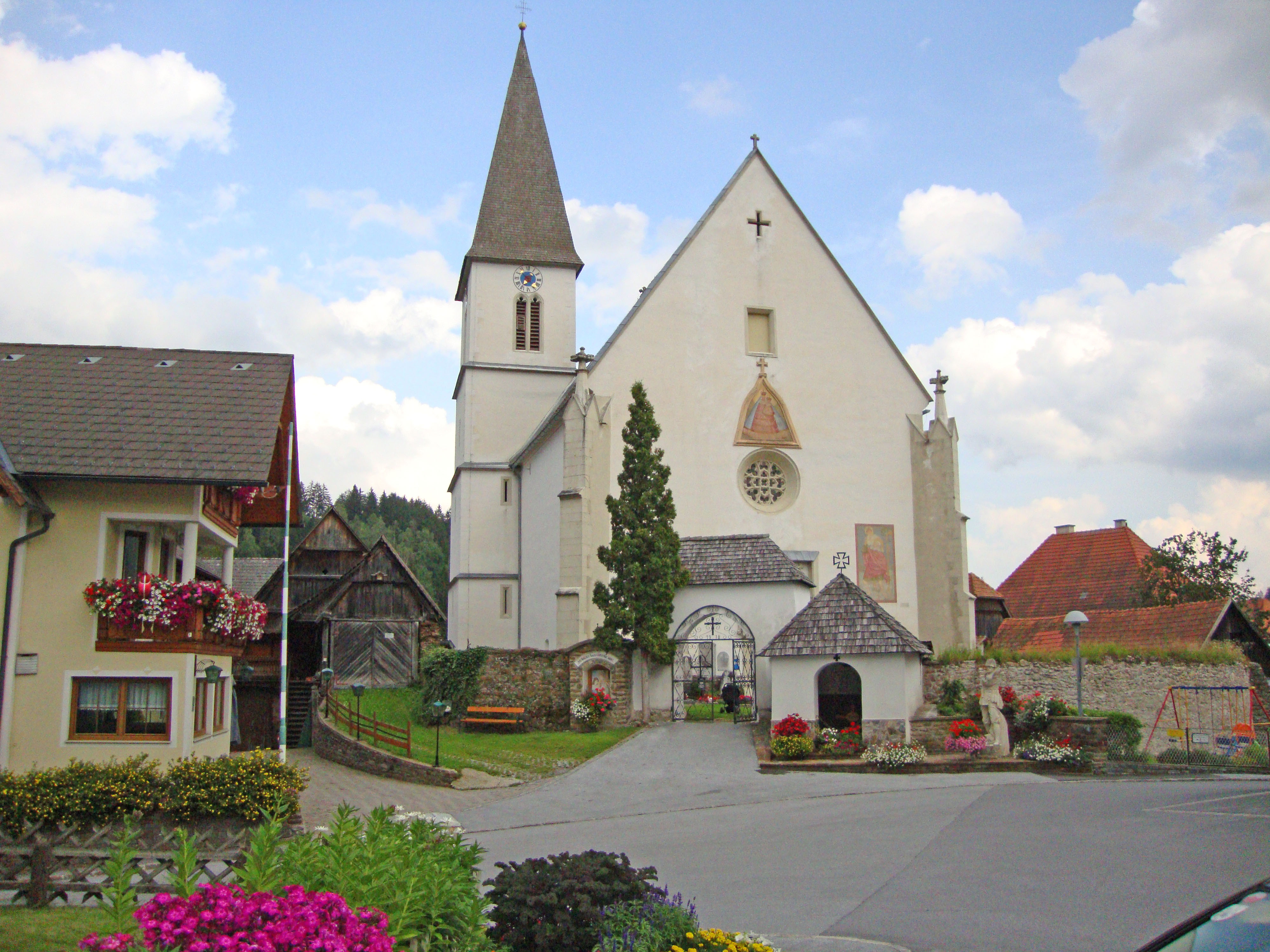
Pfarrkirche Hirschegg

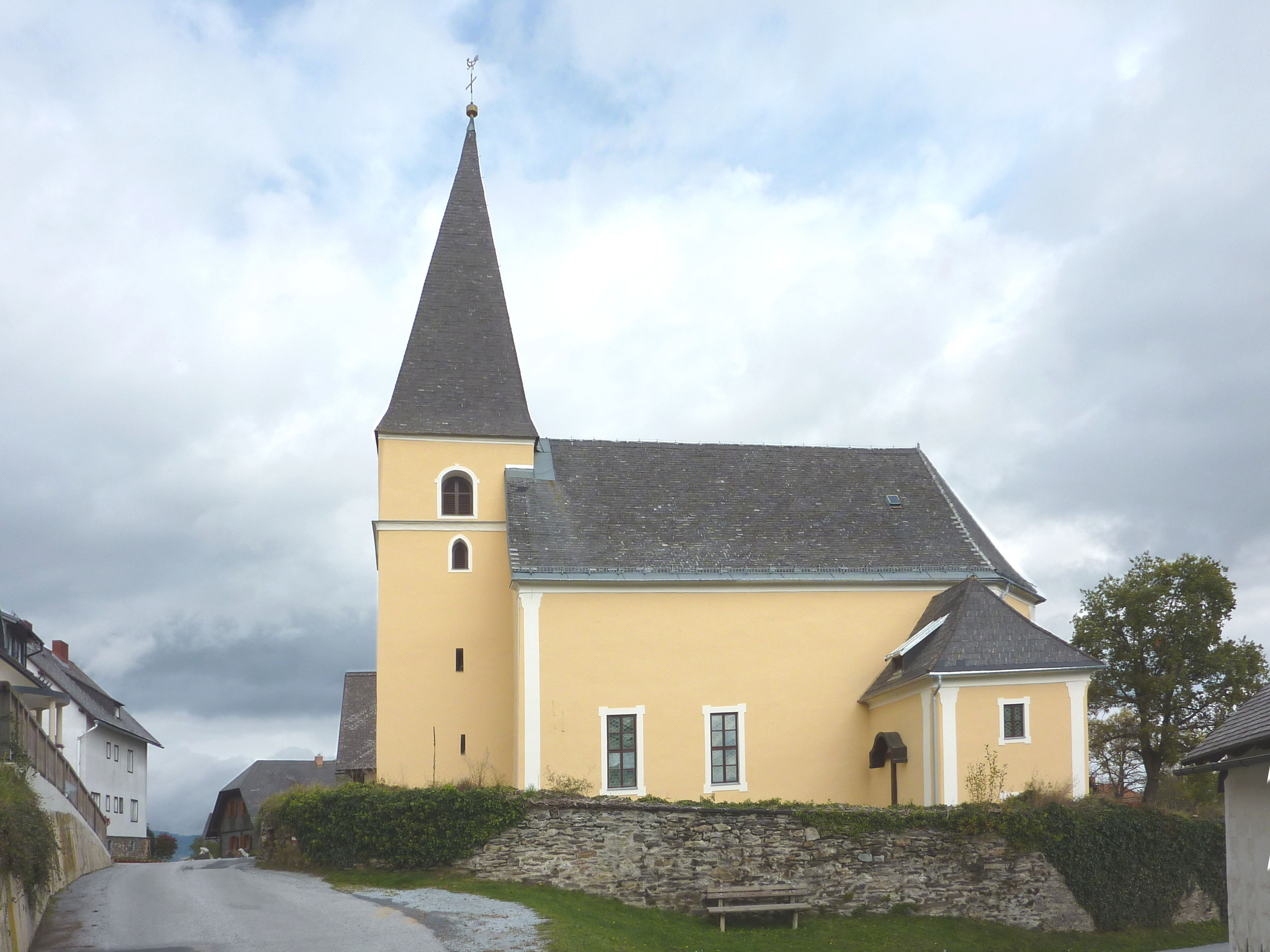
Pfarrkirche Pack

| Hirschegg-Pack: Einwohnerzahlen von 1869 bis 2024   | Hirschegg-Pack: Einwohnerzahlen von 1869 bis 2024 | Hirschegg-Pack: Einwohnerzahlen von 1869 bis 2024 | Hirschegg-Pack: Einwohnerzahlen von 1869 bis 2024 | Hirschegg-Pack: Einwohnerzahlen von 1869 bis 2024 |
| --------------------------------------------------- | ------------------------------------------------- | ------------------------------------------------- | ------------------------------------------------- | ------------------------------------------------- |
| Jahr                                                |                                                   |                                                   |                                                   | Einwohner                                         |
| 1869                                                | 1869                                              |                                                   | 1.680                                             | 1.680                                             |
| 1880                                                | 1880                                              |                                                   | 1.635                                             | 1.635                                             |
| 1890                                                | 1890                                              |                                                   | 1.631                                             | 1.631                                             |
| 1900                                                | 1900                                              |                                                   | 1.613                                             | 1.613                                             |
| 1910                                                | 1910                                              |                                                   | 1.558                                             | 1.558                                             |
| 1923                                                | 1923                                              |                                                   | 1.290                                             | 1.290                                             |
| 1934                                                | 1934                                              |                                                   | 1.497                                             | 1.497                                             |
| 1939                                                | 1939                                              |                                                   | 1.477                                             | 1.477                                             |
| 1951                                                | 1951                                              |                                                   | 1.545                                             | 1.545                                             |
| 1961                                                | 1961                                              |                                                   | 1.502                                             | 1.502                                             |
| 1971                                                | 1971                                              |                                                   | 1.467                                             | 1.467                                             |
| 1981                                                | 1981                                              |                                                   | 1.358                                             | 1.358                                             |
| 1991                                                | 1991                                              |                                                   | 1.344                                             | 1.344                                             |
| 2001                                                | 2001                                              |                                                   | 1.279                                             | 1.279                                             |
| 2011                                                | 2011                                              |                                                   | 1.100                                             | 1.100                                             |
| 2021                                                | 2021                                              |                                                   | 985                                               | 985                                               |
| 2024                                                | 2024                                              |                                                   | 1.004                                             | 1.004                                             |
| Quelle(n): Statistik Austria, Gebietsstand 1.1.2021 |                                                   |                                                   |                                                   |                                                   |

## Kultur und Sehenswürdigkeiten
Hirschegg
- Pfarrkirche Hirschegg

Pack
- Schloss Pack
- Pfarrkirche Pack
- Freiländer Alm
- Hebalm und Hebalmkapelle

## Wirtschaft und Infrastruktur

### Wirtschaftssektoren, Pendler
Von der Gemeindefläche sind mehr als zwei Drittel bewaldet, etwas über zwanzig Prozent werden landwirtschaftlich genutzt, sieben Prozent sind Almen. In der Landwirtschaft sind 103 Erwerbstätige beschäftigt, im Produktionssektor elf und im Dienstleistungssektor 141. Hierin ist der größte Arbeitgeber der Bereich Beherbergung und Gastronomie, gefolgt von sozialen und öffentlichen Diensten, Verkehr und Handel (Stand 2011).
Von den 553 Erwerbstätigen, die im Jahr 2011 in Hirschegg-Pack lebten, arbeiteten 204 in der Gemeinde, mehr als sechzig Prozent pendelten aus.

### Fremdenverkehr
Die Gemeinde zählt jährlich rund 30.000 Übernachtungen, mit einer kleinen Spitze im Februar. Die wichtigste Saison ist jedoch der Sommer mit rund 5000 Übernachtungen im Juli und im August. In der Gemeinde gibt es zahlreiche Wanderwege, unter anderem verläuft hier der Nord-Süd-Weitwanderweg.

## Politik

### Gemeinderat
Der Gemeinderat mit 15 Mitgliedern hat mit den Gemeinderatswahlen in der Steiermark 2025 folgende Verteilung:
10 ÖVP, 3 FPÖ, 2 SPÖ

### Bürgermeister
- 2015–2018: Gottfried Preßler (ÖVP), davor Bürgermeister der ehemaligen Gemeinde Hirschegg
- 2018–2025: Johann Schmid (ÖVP), vor 2015 Bürgermeister der ehemaligen Gemeinde Pack
- Seit 2025: Markus Prettenthaler (ÖVP)[14]